# Helius (Rhampholimnobia) mesolineatus
Helius (Rhampholimnobia) mesolineatus is een tweevleugelige uit de familie steltmuggen (Limoniidae). De soort komt voor in het Australaziatisch gebied.